# Gouvernement McConnell II
Écosse autonome
McConnell I Salmond I
Le second gouvernement McConnell (en anglais : Second McConnell government) est le gouvernement de l'Écosse du 20 mai 2003 au 16 mai 2007.
Il est formé par Jack McConnell, réélu Premier ministre le 20 mai 2003, et succède au gouvernement McConnell I. Il est constitué d'une coalition entre le Parti travailliste écossais (Lab) et le Libéraux-démocrates (LibDem).
Il est remplacé par le gouvernement Salmond I.

## Investiture
Jack McConnell est réélu Premier ministre le 15 mai 2003 avec l'appui des libéraux-démocrates.
| Candidat | Candidat        | Parti        | Voix |
| -------- | --------------- | ------------ | ---- |
|          | Jack McConnell  | Travailliste | 67   |
|          | John Swinney    | SNP          | 26   |
|          | David McLetchie | Conservateur | 18   |
|          | Robin Harper    | Vert         | 6    |
|          | Tommy Sheridan  | Socialiste   | 6    |
|          | Dennis Canavan  | Indépendant  | 2    |
|          | Margo MacDonald | Indépendant  | 2    |

## Composition

### Initiale (20 mai 2003)
| Portefeuille                                                               | Titulaire | Titulaire         | Parti |
| -------------------------------------------------------------------------- | --------- | ----------------- | ----- |
| Premier ministre                                                           |           | Jack McConnell    | SLP   |
| Vice-Premier ministre Ministre des Entreprises et de la Formation continue |           | Jim Wallace       | SLD   |
| Ministre des Communautés                                                   |           | Margaret Curran   | SLP   |
| Ministre de l'Éducation et de la Jeunesse                                  |           | Peter Peacock     | SLP   |
| Ministre de l'Environnement et du Développement rural                      |           | Ross Finnie       | SLD   |
| Ministre des Finances et des Services publics                              |           | Andy Kerr         | SLP   |
| Ministre de la Santé et des Services sociaux                               |           | Malcolm Chisholm  | SLP   |
| Ministre de la Justice                                                     |           | Cathy Jamieson    | SLP   |
| Ministre des Affaires parlementaires                                       |           | Patricia Ferguson | SLP   |
| Ministre du Tourisme, de la Culture et des Sports                          |           | Frank McAveety    | SLP   |
| Ministre des Transports et des Télécommunications                          |           | Nicol Stephen     | SLD   |
| Lord Advocate                                                              |           | Colin Boyd        | SLP   |

### Remaniement du4 octobre 2004
| Portefeuille                                                                                            | Titulaire | Titulaire                                    | Parti |
| --- | --------- | -------------------------------------------- | ----- |
| Premier ministre                                                                                        |           | Jack McConnell                               | SLP   |
| Vice-Premier ministre Ministre des Entreprises et de la Formation continue                              |           | Jim Wallace (jusqu'au 27 juin 2005)          | SLD   |
| Vice-Premier ministre Ministre des Entreprises et de la Formation continue                              |           | Nicol Stephen                                | SLD   |
| Ministre des Communautés                                                                                |           | Malcolm Chisholm (jusqu'au 21 décembre 2006) | SLP   |
| Ministre des Communautés                                                                                |           | Rhona Brenkin                                | SLP   |
| Ministre de l'Éducation et de la Jeunesse                                                               |           | Peter Peacock (jusqu'au 14 novembre 2006)    | SLP   |
| Ministre de l'Éducation et de la Jeunesse                                                               |           | Hugh Henry                                   | SLP   |
| Ministre de l'Environnement et du Développement rural                                                   |           | Ross Finnie                                  | SLD   |
| Ministre des Finances et de la réforme de la Fonction publique                                          |           | Tom McCabe                                   | SLP   |
| Ministre de la Santé et des Services sociaux                                                            |           | Andy Kerr                                    | SLP   |
| Ministre de la Justice                                                                                  |           | Cathy Jamieson                               | SLP   |
| Ministre des Affaires parlementaires                                                                    |           | Margaret Curran                              | SLP   |
| Ministre du Tourisme, de la Culture et des Sports                                                       |           | Patricia Ferguson                            | SLP   |
| Ministre des Transports et des Télécommunications Ministre des Transports (à partir du 30 janvier 2006) |           | Nicol Stephen (jusqu'au 27 juin 2005)        | SLD   |
| Ministre des Transports et des Télécommunications Ministre des Transports (à partir du 30 janvier 2006) |           | Tavish Scott                                 | SLD   |
| Lord Advocate                                                                                           |           | Colin Boyd (jusqu'au 4 octobre 2006)         | SLP   |
| Lord Advocate                                                                                           |           | Elish Angiolini                              | Ind.  |